# Reuzenbaarzen
De reuzenbaarzen (Latidae) vormen een familie binnen de baarsachtige vissen. Ze worden aangetroffen in Afrika, de Indische Oceaan en de Grote Oceaan. De familie werd vroeger ingedeeld als onderfamilie (Latinae) binnen de familie glasbaarzen (Centropomidae), maar werd in 2004 tot familie opgewaardeerd na een cladistisch onderzoek waarin bleek dat de oorspronkelijke glasbaarzen parafylisch waren. Veel soorten binnen deze familie zijn veelgevangen consumptievissen en zijn ook elders uitgezet ten behoeve van de visserij. De nijlbaars (Lates niloticus) is berucht om zijn introductie in het Victoriameer in de jaren zestig.

## Geslachten
- Hypopterus Gill, 1861
- Lates Cuvier, 1828
- Psammoperca Richardson, 1848